# Otakar Kraus
Otakar Kraus (10. prosince 1909, Praha – 28. července 1980, Londýn) byl český, později britský operní pěvec (barytonista) a hudební pedagog.

## Život a pěvecká kariéra
Narodil se v Praze, kde studoval hudbu u Konrada Wallersteina a pokračoval u Fernanda Carpiho v Miláně. Později se sám stal hudebním pedagogem a vyučoval v Londýně zpěv přední britské představitele hlasového oboru bas (Roberta Lloyda, Willarda Whitea, Johna Tomlinsona a Gwynne Howella). Mezi jeho londýnskými žáky byl i barytonista Barry Mora z Nového Zélandu.
Jeho operním debutem byla v roce 1935 role krále Amonasra v opeře Aida, v nynějším Mahenově divadle (dříve Divadlo Na hradbách) v Brně. V letech 1936 – 1939 působil jako hlavní představitel hlasového oboru baryton ve Slovenském národním divadle v Bratislavě.
V roce 1940 emigroval do Anglie, kde na scéně divadla Savoy Theatre vystoupil v Musorgského opeře Trh v Soročincích. V letech 1943–1946 byl členem Carl Rosa Opera Company, operní společnosti, založené německým impresariem a popularizátorem opery ve Velké Británii a Americe Carlem Rosou. Zde ztvárnil Otakar Kraus role klasického operního repertoáru, zpíval Scarpiu, Germonta a tři role v Hoffmannových povídkách skladatele Jacquesa Offenbacha. Po sezónách v English Opera Group a Netherlands Opera se stal v roce 1951 členem Royal Opera House v Covent Garden a vystupoval zde až do roku 1973.
Krausovou specializací se staly role povahou ničemných charakterů. V Covent Garden i ve světě se představil v rolích Dona Pizarra ve Fideliovi, Jaga v Othellovi a Scarpii v opeře Tosca.
V letech 1960–1962 vystupoval na Hudebních slavnostech v Bayreuthu jako Alberich v orchestrální verzi opery Prsten Nibelungův (Der Ring) skladatele Richarda Wagnera. Mezi role, které ztvárnil, patří Nick Shadow ve Stravinského opeře Život prostopášníka, Sextus Tarquinius v opeře Zneuctění Lukrécie skladatele Benjamina Brittena, King Fisher v opeře The Midsummer Marriage (Svatba o slunovratu) skladatele Michaela Tippetta, Diomede ve Waltonově opeře Troilus a Cressida a Šerif v opeře Martinova lež skladatele Giana Carla Menottiho.
Po odchodu do důchodu se věnoval pedagogické činnosti. Zemřel v Londýně 28. července 1980 ve věku 70 let.